# Región de Eslovenia Sudoriental
La región de Eslovenia Suroriental (en esloveno Jugovzhodna Slovenija) es una de las doce regiones estadísticas en las que se subdivide Eslovenia. En diciembre de 2005, contaba con una población de 139.747 habitantes.
Se compone de los siguientes municipios:
- Municipio de Črnomelj (capital: Črnomelj)
- Municipio de Dolenjske Toplice (capital: Dolenjske Toplice)
- Municipio de Kočevje (capital: Kočevje)
- Municipio de Kostel (capital: Vas)
- Loški Potok (capital: Hrib-Loški Potok)
- Municipio de Metlika (capital: Metlika)
- Municipio de Mirna (capital: Mirna)
- Municipio de Mirna Peč (capital: Mirna Peč)
- Mokronog-Trebelno (capitales: Mokronog y Trebelno)
- Municipio-ciudad de Novo Mesto (capital: Novo Mesto)
- Municipio de Osilnica (capital: Osilnica)
- Municipio de Ribnica (capital: Ribnica)
- Municipio de Semič (capital: Semič)
- Municipio de Sodražica (capital: Sodražica)
- Municipio de Straža (capital: Straža)
- Municipio de Šentjernej (capital: Šentjernej)
- Municipio de Šentrupert (capital: Šentrupert)
- Municipio de Škocjan (capital: Škocjan)
- Municipio de Šmarješke Toplice (capital: Šmarješke Toplice)
- Municipio de Trebnje (capital: Trebnje)
- Municipio de Žužemberk (capital: Žužemberk)